# مشفق کنتر
مشفق کنتر (انگلیسی: Müşfik Kenter; ۸ سپتامبر ۱۹۳۲ – ۱۵ اوت ۲۰۱۲) بازیگر، صداپیشه اهل ترکیه بود.